# تشيونغ تشي يونغ
تشيونغ تشي يونغ (بالصينية: 張志勇) هو لاعب كرة قدم صيني في مركز الدفاع، ولد في 30 يونيو 1989 في هونغ كونغ في الصين. شارك مع منتخب هونغ كونغ تحت 20 سنة لكرة القدم ومنتخب هونغ كونغ تحت 23 سنة لكرة القدم ومنتخب هونغ كونغ لكرة القدم. أما مع النوادي، فقد لعب مع نادي جنوب الصين ونادي سون هي.

## وصلات خارجية
- تشيونغ تشي يونغ على موقع قاعدة بيانات كرة القدم.إي يو (الإنجليزية)
- تشيونغ تشي يونغ على موقع Soccerway.com (الإنجليزية)